# 阿即思汗

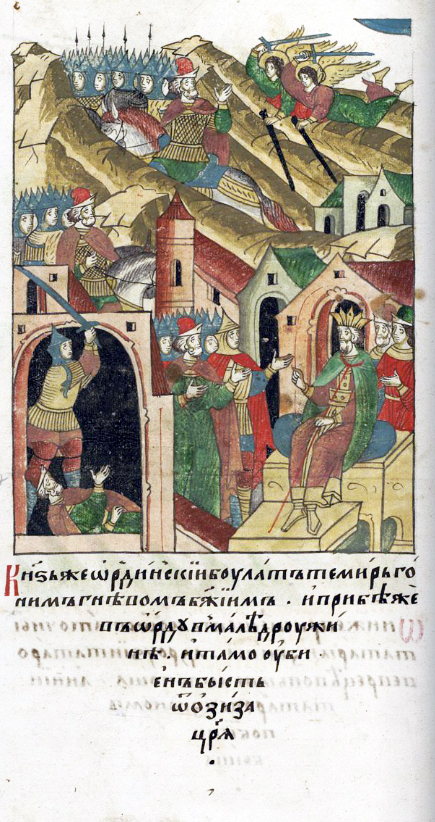
阿即思汗

阿即思汗（？—1367年），又作阿齐兹汗，钦察汗国（金帐汗国）第二十一任可汗，帖木儿火者的儿子。
1364年秋，钦察汗国大汗阿木剌被米耳·不剌赶出萨莱，阿木剌被属下亦里牙思杀死。1365年，阿即思汗夺得萨莱汗位，阿即思汗在古里思丹、别剌·古里思丹、新萨莱、萨莱铸币。阿即思汗在位三年，被人弑杀，萨莱落到了马麦拥立的奥都剌手中。
| 前任： 米耳·不剌 | 金帐汗国君主 1365年—1367年 | 繼任： 奥都剌 |